# Красная Горка (Курмышский сельсовет)
Красная Горка — опустевший посёлок в Пильнинском районе Нижегородской области. Входит в состав  Курмышского сельсовета

## География
Находится на расстоянии приблизительно 31 километр по прямой на север от посёлка Пильна, административного центра района.

## Население
Постоянное население не было учтено как в 2002 году, так и в 2010.